# Thilo Hermann
Thilo Hermann (Mühlhausen, Njemačka, 19. rujna 1964.) njemački je heavy metal-gitarist. Svirao je u sastavima Faithful Breed te se pojavio na albumu Skol. Bio je i gitarist sastava Risk. Godine 1994. pridružio se sastavu Running Wild u kojem je svirao sve do 2001. Od 2008. svirao je s Grave Diggerom gdje bio je jedan od dvojice gitarista, ali napustio ga je u veljaču 2009.

## Diskografija
Faithful Breed
- Skol (1985.)

Risk
- Hell's Animals (1989.)
- Dirty Surfaces (1990.)

Running Wild
- Black Hand Inn (1994.)
- Masquerade (1995.)
- Victory (1998.)
- The Rivalry (2000.)

Grave Digger
- Ballads of a Hangman (2009.)